# IC 3172
IC 3172 ist eine Spiralgalaxie vom Hubble-Typ Sab im Sternbild Haar der Berenike am Nordsternhimmel. Sie ist schätzungsweise 769 Millionen Lichtjahre von der Milchstraße entfernt.
Das Objekt wurde am 23. März 1903 von dem deutschen Astronomen Max Wolf entdeckt.